# Richard Swinburne
Pour les articles homonymes, voir Swinburne.
Richard Swinburne, né le 26 décembre 1934 à Smethwick, est philosophe de la religion et des sciences, professeur à l'Oriel College de l'université d'Oxford et membre de la British Academy. Il est issu de la tradition de l'Église d'Angleterre mais s'est converti à celle de l'Église orthodoxe. Il est l’auteur d’une œuvre monumentale en philosophie de la religion, mais aussi en épistémologie et en philosophie de l’esprit.